# Jason Cram
Jason Cram (21 de julio de 1982) es un deportista australiano que compitió en natación. Ganó una medalla de oro en el Campeonato Pan-Pacífico de Natación de 2002, en la prueba de 4 × 200 m libre.

## Palmarés internacional
| Campeonato Pan-Pacífico | Campeonato Pan-Pacífico | Campeonato Pan-Pacífico | Campeonato Pan-Pacífico |
| Año                     | Lugar                   | Medalla                 | Prueba                  |
| ----------------------- | ----------------------- | ----------------------- | ----------------------- |
| 2002                    | Yokohama (Japón)        | Medalla de oro          | 4 × 200 m libre         |